# Fritz Bornemann (Ordenspriester)
Fritz Bornemann SVD (* 29. August 1905 in Dortmund; † 8. April 1993 in Steyl) war ein deutscher Theologe und Steyler Missionar.

## Leben
Nach dem Abitur 1925 in Steyl trat er am 8. September 1925 der Societas Verbi Divini und dem Priesterseminar in Sankt Augustin bei. Nach den ersten Gelübden am 8. September 1927 und dem ewigen Gelübd am 26. Oktober 1930  empfing er in Rom die Priesterweihe am 25. Oktober 1931. Er lehrte von 1932 bis 1934 in Sankt Augustin Apoloketik und Thomaslektüre. Im Missionshaus St. Gabriel wohnend studierte er von 1934 bis 1937 an der Universität Wien Ethnologie. Nach der Promotion Die Konstanz der Kultur in der kulturhistorischen Ethnologie 1937 in Wien lehrte er von 1940 bis 1946 an der Fu-Jen-Universität in Peking. 1946 reiste er nach New York City und Chicago, um ethnologische Literatur über die Philippinen zu studieren. 1948 wurde er zum Schriftleiter der Zeitschrift Anthropos und zum Leiter des Anthropos-Institutes berufen. Ab Herbst 1958 forschte er als Historiker des Steyler Missionswerkes in Rom.

## Schriften (Auswahl)
- Missionar in Neu-Guinea. P. Karl Morschheuser SVD, 1904–1934. Mödling 1938, OCLC 1068994057.
- Ars sacra Pekinensis. Die chinesisch-christliche Malerei an der Katholischen Universität (Fu Jen) in Peking. Mödling 1950, OCLC 73270149.
- Der selige P. J. Freinademetz 1852–1908. Ein Steyler China-Missionar ein Lebensbild nach zeitgenössischen Quellen. Rom 1976, OCLC 1073743276.
- P. Wilhelm Schmidt S.V.D., 1868–1954. Rom 1982, OCLC 29250510.